# Spokane
Spokane este un oraș din nord-vestul Statelor Unite ale Americii, statul Washington, la 436 km est de Seattle, și la 110 km sud de granița canadiano-americanǎ. Este situat pe râul omonim și este centrul așa numitei regiuni Interioare de Nord-Vest (Inland Northwest). De asemenea este capitala și cel mai mare oraș din comitatul Spokane.

## Istorie
Orașul Spokane (care inițial a fost numit Spokane Falls) a fost fondat în 1871 și a devenit oficial oraș din 1881. Numele orașului provine de la tribul indian Spokane, care, tradus din limba indienilor locali Selish, înseamnǎ "Copiii Soarelui". Orașului mai este cunoscut și sub numele de "Orașul Liliac", din cauza marilor suprafețe cultivate cu liliac încǎ de la începutul secolului al XX-lea. Finalizarea liniei de cale ferată de Nord Pacific în anul 1881 a crescut foarte mult populația din Spokane, din cauza poziției strategice, orașul fiind un important nod de cale ferată. Spokane este, de asemenea, cunoscut ca fondator al "Zilei Tatălui", care este celebrată în fiecare an în luna iunie în America.

## Demografie
Populația totală a orașului în 2010: 208.916
Structura rasială în conformitate cu recensământul din 2010:
- 86,7% Albi
- 2,3% Negri
- 2,0% Americani Nativi
- 2,6% Asiatici
- 0,6% Hawaieni Nativi sau locuitori ai Insulelor Pacificului
- 4,6% Două sau mai multe rase
- 1,2% Altă rasă
- 5,0% Hispanici sau Latino (de orice rasă)

## Personalități născute aici
- John McIntire (1907 - 1991), actor;
- Chuck Jones (1912 - 2002), creator de desene animate;
- Gale Page (1913 - 1983), actriță, cântăreață;
- Craig T. Nelson (n. 1944), actor;
- Tom McBreen (n. 1952), înotător olimpic;
- Michael Winslow (n. 1958), actor;
- Debbie Rowe (n. 1958), asistentă medicală, fostă soție a lui Michael Jackson;
- Launi Meili (n. 1963), trăgătoare olimpică de tir;
- Sydney Sweeney (n. 1997), actriță.

## Orașe înfrățite
- Nishinomiya, Japonia
- Jecheon, Coreea de Sud
- Limerick, Irlanda
- Mahacikala, Rusia